# Arrondissement Château-Gontier
Château-Gontier is een arrondissement van het Franse departement Mayenne in de regio Pays de la Loire. De onderprefectuur is Château-Gontier-sur-Mayenne.

## Kantons
Het arrondissement was tot 2014 samengesteld uit de volgende kantons:
- Kanton Bierné
- Kanton Château-Gontier-Est
- Kanton Château-Gontier-Ouest
- Kanton Cossé-le-Vivien
- Kanton Craon
- Kanton Grez-en-Bouère
- Kanton Saint-Aignan-sur-Roë

Na de herindeling van de kantons op 22 maart 2015 en de herindeling van de arrondissementen op 30 maart 2016 omvat het volgende kantons:
- Kanton Château-Gontier-sur-Mayenne-1
- Kanton Château-Gontier-sur-Mayenne-2
- Kanton Cossé-le-Vivien
- Kanton Meslay-du-Maine ( deel 23/33 )